# ポルノグラフィティ岡野昭仁のオールナイトニッポン
ポルノグラフィティ岡野昭仁のオールナイトニッポン（ポルノグラフィティおかのあきひとのオールナイトニッポン）は、ニッポン放送の深夜番組オールナイトニッポンで放送されているラジオ番組。パーソナリティはポルノグラフィティのボーカル岡野昭仁。2007年4月7日放送開始。
2009年1月6日から土曜日から火曜日に移動した。2010年3月をもって番組を終了した。

## 放送時間
- 毎週火曜日 25:00 - 27:00

※2008年2月23日の放送分はオールナイトニッポン40周年記念特別番組「俺たちのオールナイトニッポン40時間スペシャル」放送のため前日の2月22日25:00から放送された（23日は木曜担当のナインティナインが担当した）。

## 概要
- 2001年1月から2003年3月にかけて放送され、その後も単発で放送された「ポルノグラフィティのallnightnippon SUPER!」のパーソナリティである岡野昭仁が単独で務める。
- 2007年12月2日と2008年3月29日はニッポン放送のイマジンスタジオで公開録音が行われた。
- 2009年1月6日よりくりぃむしちゅーのオールナイトニッポンが終了し毎週土曜日から毎週火曜日に移動した。
- 2010年3月9日に2010年3月30日分の放送をもって、岡野昭仁はオールナイトニッポンを卒業するため番組を終了することが本人から発表された。後番組は、土曜「オールナイトニッポンR」で行われていたレギュラー争奪戦（ロッチ、フルーツポンチ、平成立川ボーイズ、はんにゃ）の勝者はんにゃによるオールナイトニッポン。
- 2021年1月3日（2日深夜）、新年の特番として最終回より11年ぶりに復活。岡野は「オードリーさんがやってる超人気枠、しかも新年一発目の大役ということで大変恐縮しております。11年前に担当していた時と変わらず大して中身のないバタバタしたしゃべりをやると思いますが、久しぶりのオールナイトニッポンに帰って来た喜びを存分に伝えられる放送にだけはしたいと思っておりますので、ぜひご拝聴くださいませ」とコメントした[1]。番組内ではゲストとしてスガシカオが登場した。また、土曜1部はニチレイが冠スポンサーの関係上、通常放送しているオードリーと同様「ニチレイpresents」が冠につけられた。

## コーナー
- オノマトペ

「オノマトペ」とは擬声語のことであり、以前「記憶の壁！」のコーナーにて出題された（その答えに対し昭仁は、「はい、今嘘つきました。そんな言葉存在しません」と不服をあらわにした）。リスナーが考えたオノマトペを募集するコーナー。
- しょーもなっ!

口癖シリーズ第4弾。
- 岡野クリニック

昭仁が、素朴な疑問や、とんでもない疑問などの相談に答えるコーナー。
- ポルノ川柳

ちょっとエッチな川柳を送るコーナー。
- 検索履歴

有名人の自宅パソコンの検索履歴を想像で投稿するコーナー。
- Gods!

昭仁が尊敬してやまないダウンタウンの二人がやりそうなこと、言いそうなことを想像して投稿するコーナー。
- リングにかけろ!

10代（1990年代生まれ）のリスナーが使用している「今時の言葉」を投稿し、それの意味を昭仁が考えて答えるコーナー。
- 20世紀少年

「あぁ、あったなぁ」と思わず懐かしくなるネタを投稿するコーナー。元々は番組内のトークのネタだったが、あまりに盛り上がったのでコーナー化。
- マンガソムリエ

漫画を3000冊以上所有している昭仁がリスナーから寄せられた悩みを漫画を使って解決するコーナー。（コーナーの国へ帰ったという設定）
- ご当地甲子園

郷土料理や名産品・特産品、名所や珍スポットなどのお国自慢をするコーナー。
- あきズバッ!

普段からよく新聞やインターネットのトピックスを見る昭仁が見落としていそうな、D級ニュースを投稿するコーナー。捏造は禁止。
- ギネス記録への道

ギネスブックに載りやすそうな種目や、新たな記録を提案するコーナー。
- 心理テスト

リスナーが知っている心理テストを送るコーナー。
- コーナーの国からこんにちは

- 関係ないから～×2

タイトル通り、自分に関係ないことを言い合うコーナー。昭仁が愛してやまない月亭方正のネタを使用している。「コーナーの国からこんにちは」から派生したコーナー。
- 怒りのアキちゃん!!

リスナーが「怒り」や「憤り」を感じた体験談を募集し、その「怒り」を昭仁が、リスナーの代わりに鎮めるコーナー。
- あいうえおかのんのフリートーク

五十音順に一文字ピックアップし、その文字から始まる言葉を元にトークしていくコーナー。（昭仁は頑なに「やりたくない!」と言っているが、昭仁のフリートーク力を向上させるため、無理矢理やらされている）
- ポルノカーペット

おそらく爆笑レッドカーペットのパロディ。10文字以内の短い言葉でエロさを表現する。
- そうなんじゃ!?

昭仁の口癖シリーズ第1弾。昭仁が思わず「そうなんじゃ!?」と口にしてしまいそうな雑学や都市伝説、身の回りの出来事を送る。投稿するジャンルは基本的になんでもあり。
- 大丈夫、死にゃーせん

口癖シリーズ第2弾。昭仁が男性リスナーからの悩み相談に答える、もしくは聞いてあげる。
- アキポッドシャッフル

昭仁が愛用しているiPodに入っている曲から選曲し、番組中に数曲紹介する。
- アキヒトグラフィティ

昭仁が心に残っている曲を思い出とともに紹介していくコーナー。
- ファンタジスタおかのん

リスナーが見た、聞いた、あるいは勝手に考えた「ファンタジスタ」なことを紹介するコーナー。明らかに嘘な投稿があったため取りやめになった。
- 記憶の壁! 昭仁1問目への挑戦!

リスナーから募集したテストの1問目を昭仁が答えていくコーナー。放送では全部で5問出題された。
- なんじゃろな～

口癖シリーズ第3弾。リスナーが思わず「なんじゃろな～」と困惑するような言動、物、出来事を昭仁が解決するコーナー。尚、昭仁はこのコーナーをたいへん嫌がっており、「記憶の壁！」のコーナーが５回パーフェクトを達成したということでコーナー終了となった。
2009年5月19日放送では、これらの終了したコーナーを幾つか復活させて二時間の放送を行った。

## ゲスト

### 2007年
- 4月14日　高須光聖
- 4月21日　山崎邦正(現・月亭方正)
- 4月28日　ONE OK ROCK
- 6月9日　福山雅治・荘口彰久（「魂のラジオ」放送後に乱入）[2]
- 6月16日　スガシカオ
- 6月23日　松本隆博
- 7月28日　KOHSHI・KEIGO（FLOW）
- 9月1日　吉井和哉
- 9月8日　新藤晴一
- 10月20日　堂本剛
- 12月1日　神木隆之介・福田麻由子（18歳未満のため録音）
- 12月15日　富田たかし

### 2008年
- 1月19日　Perfume
- 2月22日　GAKU-MC（俺たちのオールナイトニッポン40時間スペシャルが2月23日放送のため金曜振替）
- 3月22日　福山雅治・荘口彰久・大里洋吉（「魂のラジオ」放送後に乱入）
- 4月19日　チュートリアル
- 5月17日　スガシカオ
- 6月28日　KOHSHI・KEIGO（FLOW）
- 7月12日　平岡祐太
- 9月6日　石原さとみ・ghostnote
- 12月13日　久保帯人

### 2009年
- 2月17日　aiko
- 4月21日　つるの剛士
- 6月9日　Perfume
- 6月30日　西野カナ
- 8月18日　笑福亭鶴光
- 9月1日　岸谷五朗
- 9月8日　新藤晴一
- 9月29日　博多華丸・大吉
- 10月20日　安斎勝洋･島田秀平
- 11月17日　桃野陽介（monobright）
- 12月15日　FUJIWARA

### 2010年
- 2月2日　CHEMISTRY
- 3月2日　U字工事

### 2021年
- 1月3日　スガシカオ

## 特別番組

### 2007年
- 7月7日　Live EarthDJ：荘口彰久
- 10月27日　SS501（SS501のオールナイトニッポン）

### 2008年
- 2月23日　俺たちのオールナイトニッポン40時間スペシャル「ナインティナインのオールナイトニッポン・鉄板トーク・リクエスト!」（ナインティナイン（木曜担当））

### 2009年
- 7月14日　つるの剛士、崎本大海（つるの剛士と崎本大海のオールナイトニッポン）